# Friedrich Wilhelm von Kannenberg
Freiherr Friedrich Wilhelm von Kannenberg (* 25. August 1693 in Breslau, Fürstentum Breslau; † 22. Mai 1762 in Berlin) aus dem Adelsgeschlecht derer von Kannenberg war Chef des Dragoner-Regiments 4 und Oberhofmeister bei der Königin Elisabeth Christine sowie Erbmarschall des Fürstentums Minden.

## Familie
Friedrich Wilhelm von Kannenberg war der Enkel des brandenburgischen Generals Christoph von Kannenberg (* 19. Januar 1615; † 10. Februar 1673). Sein Vater war der königlich polnische Kammerherr Freiherr Friedrich Wilhelm von Kannenberg († 9. August 1714) und seine Mutter dessen Frau Barbara Helene, geborene Freiin von Bibra und Reissicht († 1719).
Er war seit dem 19. Juni 1722 mit Gräfin Charlotte Albertine Finck von Finckenstein (* 22. Januar 1706; † 8. März 1795) verheiratet. Sie war die Tochter des Feldmarschalls Albrecht Konrad Finck von Finckenstein. Aus dieser Ehe ging eine Tochter hervor: Sophia Fredericke Wilhelmine (* 2. Februar 1724; † 19. März 1806) ⚭ Henning Alexander von Kahlden (1713–1758).

## Leben
Kannenberg trat 1716 aus polnischen Diensten in die Preußische Armee über und wurde als Kapitän mit Patent vom 9. März 1716 im Dragonerregiment Blanckensee angestellt (späteres Kürassier-Regiment Nr. 4). Am 9. März 1720 zum Rittmeister ernannt, wurde er 1721 zum Dragoner-Regiment Nr. 1 (von Platen) versetzt und am 30. August 1721 Rechtsritter des Johanniterordens aufgeschworen. Am 23. Juni 1725 wurde er Oberstleutnant und am 6. August 1736 Oberst. Bei Errichtung der Garde du Corps wurde er als Oberst übernommen.
Seit 1741 Regimentskommandeur, wurde er am 2. Januar 1742 als Nachfolger des dimittierten Wilhelm Ludwig von Bissing Inhaber des Dragoner-Regiments Nr. 4, ersuchte aber wegen seiner in der Schlacht bei Mollwitz erhaltenen Verwundung um seine Entlassung, die ihm König Friedrich II. im Juli 1742 gewährte.
1752 ist er als Domherr zu Halberstadt und Propst zu Walbeck nachzuweisen. 1753 erhielt er die Bestallung als Oberhofmeister der Königin Elisabeth Christine. Zugleich erhielt er den Schwarzen Adlerorden.
Da Friedrich Wilhelm von Kannenberg der letzte männliche Vertreter seiner Familie war, ging die Würde des Erbmarschalls des Fürstentums Minden mit königlicher Erlaubnis an die Familie von Kahlden.